# Lunca Banului, Mehedinți
Lunca Banului este o localitate componentă a orașului Strehaia din județul Mehedinți, Oltenia, România.